# 15371 Steward
15371 Steward è un asteroide della fascia principale. Scoperto nel 1996, presenta un'orbita caratterizzata da un semiasse maggiore pari a 2,9959525 UA e da un'eccentricità di 0,1066719, inclinata di 2,72718° rispetto all'eclittica.